# Fritz Herbert
Pour les articles homonymes, voir Herbert.
Fritz Herbert (né le 7 juin 1860 à Artern, arrondissement de Sangerhausen (de) et mort le 24 mai 1925 à Stettin) est député du Reichstag, membre du conseil de surveillance de la Société d'achat en gros des associations de consommateurs allemandes (de) mb H. (GEG), syndicaliste et éditeur.

## Biographie
Fritz Herbert étudie au collège, la Bürgerschule à Artern, sans obtenir de diplôme. De 1874 à 1878, il apprend le métier de typographe et d'imprimeur. Il part alors en voyage comme compagnon. Il a travaillé dans divers endroits dans les états allemands, en Autriche-Hongrie et en Suisse. En 1882, il vient à Stettin.
En 1882, il rejoint le SPD. À partir de 1885, il est propriétaire d'une imprimerie de livres à Stettin. En 1885, il publie le premier numéro du journal Stettiner Volksbote (de), qui paraît à partir de 1892 sous le titre Volksbote en tant qu'organe des intérêts de la population ouvrière de la province de Poméranie. Au départ, il assume tout le travail : auteur, rédacteur, imprimeur et répartiteur. Jusqu'en 1899, il est également éditeur du journal. Il est également rédacteur en chef du journal jusqu'en 1903 et de nouveau de 1911 jusqu'à sa mort. Au départ, le journal parait deux fois par semaine, puis à partir de 1893 sous forme de quotidien.
En 1890, Herbert est le fondateur et le dirigeant du cartel syndical de Stettin.
Entre 1890 et 1894, Herbert est membre de la Commission de contrôle des sociaux-démocrates.
En 1887, il se présente pour la première fois pour les sociaux-démocrates au Reichstag dans la circonscription de Stettin. Le SPD fait campagne sous la devise : Aucun homme et aucun sou pour ce système. Lors d'une réunion électorale le 7 février 1887 à Stettin-Grünhof, Herbert prononce un discours devant environ 4 000 personnes sur la position du parti ouvrier sur la question militaire : Nous ne voulons pas un renforcement, mais une réduction de l'armée  Concernant la législation des assurances : Nous voulons une solution à la question sociale basée sur des principes démocratiques. Le commissaire de police Schmidt voit cela comme un effort social-démocrate visant à renverser et dissout la réunion. Une émeute s'ensuit, au cours de laquelle une patrouille militaire blesse un ouvrier si gravement qu'il décède sur le chemin de l'hôpital. À la suite de cet événement électoral, un petit état de siège est déclaré sur Stettin et ses environs. La justification est que l'agitation social-démocrate s'est intensifiée de façon dangereuse. 52 sociaux-démocrates sont expulsés de Stettin et des environs. Herbert reçoit son expulsion le 21 février 1887, jour de l'élection du Reichstag. Il réside ensuite à Stargard-en-Poméranie. Le Volksbote y est imprimé et distribué à Stettin et en province ; illégal dans la zone du petit état de siège. Herbert est condamné à trois mois de prison pour plusieurs procès de presse. Il se présente de nouveau comme candidat par les sociaux-démocrates pour l'élection du Reichstag en février 1890. Il est emprisonné pendant la campagne électorale pour purger sa peine. Le 13 avril 1890, son emprisonnement à Stargard est terminé et Herbert retourne à Stettin, où des dizaines de milliers d'habitants lui réservent un accueil triomphal à la gare. Au cours de la législature de 1893 à 1898, Fritz Herbert est député du Reichstag pour la 4e circonscription de Stettin (Ville de Stettin).
De 1900 jusqu'à sa mort, Herbert est membre du conseil municipal de Stettin.
En 1895, Fritz Herbert est élu pour la première fois à l'administration de l'association de consommateurs et d'épargne de Stettin. De 1901 à 1907, Fritz Herbert est membre du conseil de surveillance de la Société d'achat en gros des associations de consommateurs allemandes (de) mbH (GEG) à Hambourg.
En 1904, Fritz Herbert est notateur patronal au tribunal de commerce de Stettin. En 1914, il devient membre du conseil de district et du comité d'éducation du SPD de Poméranie. Pendant la Révolution de novembre, Herbert est membre du Conseil central de la République socialiste allemande, élu par le Congrès des conseils du Reich (de).
De 1919 jusqu'à sa mort en 1925, Fritz Herbert est député du parlement de l'État libre de Prusse.
Fritz Herbert écrit la pièce Herrenrechte, dont la représentation est interdite par la censure. Avec sa Marseillaise des ouvriers de Poméranie, Herbert prône les objectifs généraux de justice et de liberté, de salaires équitables et de travail pour tous. C'est une version régionalisée de la Marseillaise ouvrière, particulièrement motivante par son adresse directe et la mention des spécificités poméraniennes.
Herbert est évangélique et quitte l'église.

## Honneurs
À Stettin, Fritz Herbert-Allee porte son nom jusqu'à ce qu'elle soit rebaptisée Horst Wessel-Allee après la prise de pouvoir en 1933.